# Kärlek som befriar
Kärlek som befriar (engelska: Redeeming Love) är en amerikansk kristen westernromantikfilm, baserad på författaren Francine Rivers roman med samma namn, som hade biopremiär i USA den 21 januari 2022. Filmen är regisserad av D.J. Caruso, från ett manus skrivet av honom och den tidigare nämnda författaren Francine Rivers. I rollerna syns bland annat Abigail Cowen, Tom Lewis och Logan Marshall-Green.
Filmen spelades in i sydafrikanska Kapstaden, under februari månad år 2020. Den skulle från början ha haft biopremiär under våren 2021, men fick skjutas upp, i och med spridningen av covid-19-pandemin.

## Handling
Filmens handling utspelar sig under guldrushen i Kalifornien, och kretsar mestadels kring den unga prostituerade kvinnan Angel (vars riktiga namn är Sarah), som efter att ha blivit illa behandlad under i stort sett hela sitt liv, träffar på en ung bonde vid namn Michael Hosea, som i sin tur har bett till Gud om att han vill ha en egen hustru. Under tiden som denna spirande förälskelse sker, så lär sig Angel sakta men säkert, med att kunna öppna upp sig och lita på folk igen, vilket tidigare har varit väldigt svårt för henne.

## Rollista
| Abigail Cowen        | – Angel/Sarah    |
| Tom Lewis            | – Michael Hosea  |
| Logan Marshall-Green | – Paul           |
| Wu Ke-xi             | – Mai Ling       |
| Livi Birch           | – Sarah Stafford |
| Famke Janssen        | – Duchess        |
| Nina Dobrev          | – Mae            |
| Eric Dane            | – Duke           |